# Ferro-gedrite
La ferro-gedrite (simbolo IMA: Fged) è un raro minerale del supergruppo dell'anfibolo, all'interno del quale viene collocato nel "gruppo degli anfiboli con W(OH,F,Cl)-dominante" e da lì al sottogruppo degli anfiboli di magnesio-ferro-manganese dove occupa un posto nel "gruppo contenente la radice gedrite nel nome"; essendo un anfibolo, appartiene agli inosilicati e pertanto alla famiglia minerale dei "silicati", e possiede composizione chimica Fe2+2(Fe2+3Al2)(Si6Al2)O22(OH)2.
La ferro-gedrite è definita con:
- il catione ferro ferroso Fe2+ dominante sia in posizione B che in posizione C2+
- il catione alluminio trivalente Al3+ dominante in posizione C3+.

## Etimologia e storia
La ferro-gedrite era stata classificata come appartenente al gruppo degli anfiboli Mg-Fe-Mn-Li con il nome ferrogedrite, che è cambiato in quello attuale in base alla revisione della nomenclatura degli anfiboli del 2012.
Il nome, con o senza trattino, è stato attribuito in relazione al contenuto di ferro del minerale e all'analogia con la gedrite.

## Classificazione
La classica nona edizione della sistematica dei minerali di Strunz, aggiornata dall'Associazione Mineralogica Internazionale (IMA) fino al 2009, elenca la ferro-gedrite con il nome ferrogedrite e la colloca nella classe "9. Silicati (germanati)" e da lì nella sottoclasse "9.D Inosilicati"; questa viene suddivisa in base alla struttura cristallina del minerale in modo tale che la ferro-gedrite possa essere trovata nella sezione "9.DE Inosilicati con catene doppie di periodo 2, Si4O11; clinoanfiboli" dove forma il sistema nº 9.DE.05.
Nell'edizione successiva, proseguita dal database "mindat.org", la classificazione resta in parte invariata: la ferro-gedrite resta nella classe dei "silicati" e nella sottoclasse degli "inosilicati", ma viene smistata nella sezione "9.DD Inosilicati con catene doppie di periodo 2, Si4O11; ortoanfiboli" in seguito alla scoperta che il minerale è un orto-anfibolo e non un clino-anfibolo; in questa sezione il minerale forma il sistema nº 9.DD.05.
Nella Sistematica dei lapis (Lapis-Systematik) di Stefan Weiß la ferro-gedrite si trova nella classe dei "silicati" e nella sottoclasse degli "inosilicati"; qui si trova nella sezione riservata ai minerali con struttura "[Si4O11] a due bande 6-; anfiboli ortorombici" dove forma il sistema nº VIII/F.12.
Anche la classificazione dei minerali secondo Dana, usata principalmente nel mondo anglosassone, elenca la ferro-gedrite nella famiglia dei "silicati", qui è nella classe degli "inosilicati: catene doppie non ramificate, W=2" e nella sottoclasse degli "inosilicati: catene doppie non ramificate, configurazione anfibolo W=2" dove forma il sistema nº 66.01.02.

## Abito cristallino
La ferro-gedrite cristallizza nel sistema ortorombico nel gruppo spaziale Pnma (gruppo nº 62) con le costanti di reticolo a = 18,52 Å, b = 17,94 Å e c = 5,31 Å, oltre ad avere 4 unità di formula per cella unitaria.

## Origine e giacitura
La ferro-gedrite si trova nelle rocce metamorfiche di contatto pelitiche associata ad andalusite, biotite, chamosite, clorite, cordierite, grafite, granato, labradorite, magnetite muscovite, quarzo e spinello.
La ferro-gedrite è piuttosto rara ed è stata trovata solo in pochi siti: a Staré Město e Bory (Repubblica Ceca); la miniera di "Kutemajärvi" presso Orivesi (Finlandia); presso Ullensaker (Norvegia); Harz, Buchholz e Barmstedt (Germania).
Fuori dall'Europa la ferro-gedrite è stata rinvenuta a Nuuk (Groenlandia); sulla penisola del Tajmyr nel territorio di Krasnojarsk (Russia); presso Ena (prefettura di Gifu) e Tōno (prefettura di Iwate), entrambe in Giappone; a Khetri, nel Rajasthan (India); nelle contee di Carroll e di Jackson, oltre che a New York (Stati Uniti).

## Forma in cui si presenta in natura
La ferro-gedrite si trova sotto forma di cristalli da prismatici a labellari e in forma fibrosa. Il minerale è da trasparente a semi opaco con lucentezza vitrea; il colore va dal grigio-verdastro pallido al marrone, mentre il colore dello striscio è bianco.